# Pseudocleobis ilavea
Pseudocleobis ilavea är en spindeldjursart som beskrevs av Roewer 1952. Pseudocleobis ilavea ingår i släktet Pseudocleobis och familjen Ammotrechidae. Inga underarter finns listade i Catalogue of Life.